# Tantalus (kabinet)
 For alternative betydninger, se Tantalus. (Se også artikler, som begynder med Tantalus)
En Tantalus er et lille trækabinet, der indeholder to eller tre karafler. Dens definerende egenskab er, at den har en lås og en nøgle. Formålet er at forhindre uautoriserede personer i at drikke indholdet (særligt i at "tjenere og yngre sønner får fat i whiskyen"), mens den stadig gør det muligt at udstille indholdet. Navnet referer til den utilfredsstillede karakter Tantalos fra den græske mytologi.
Det oprindelige patent fra 1881 (UK Patent 58948) blev taget af George Betjemann, der var kabinetmager fra Holland. Betjemann & Sons havde et værksted på 34–42 Pentonville Road, London fra 1830'erne.
Kun ganske få af Betjemanns eksemplarer er i dag bevarede, og de bliver generelt solgt på auktioner for tusindvis af dollars. Originale tantaluskabinetter som Betjemann har fremstillet har en lille plade i messing eller sølv som viser hans hallmark. Senere modeller, i en ganske anden stil, blev også kaldt "The Betjemann Tantalus" selvom de ikke er fremstillet af ham på hans værksted i Pentonville.
Betjemann var farfar til poeten John Betjeman, som i Summoned by Bells kaldte opfindelsen for grundlæggelsen af familiens formue.

## Commonscat
Skabelon:Wikt
- Wikimedia Commons har flere filer relateret til Tantalus (kabinet)